# Mickey 17
Mickey 17 è un film del 2025 scritto, diretto e co-prodotto da Bong Joon-ho.
La pellicola, con protagonista Robert Pattinson, è l'adattamento cinematografico del romanzo del 2022 Mickey7 scritto da Edward Ashton. Il film è interpretato anche da Naomi Ackie, Steven Yeun, Toni Collette e Mark Ruffalo.

## Trama
In un futuro distopico non troppo lontano, la Terra è sovraffollata e in preda a disastri climatici, così un'astronave viene inviata sul pianeta Niflheim per colonizzarlo e dare il via a una nuova era. Il progetto è promosso dal tirannico Kenneth Marshall, politico fallito ed esaltato, dietro il quale sembra celarsi un'organizzazione teocratica e totalitaria. Intanto Mickey Barnes e il suo amico Timo, dopo una disavventura finanziaria, sono in fuga da un gangster usuraio; i due decidono quindi di arruolarsi nell'equipaggio dell'astronave: Timo trova lavoro come pilota di shuttle, mentre Mickey diventa un Sacrificabile: egli viene adoperato come cavia per tutte le condizioni che metterebbero a rischio la sopravvivenza umana; ogni volta che muore, mediante una speciale stampante 3D biologica viene rigenerato un suo clone, con i suoi ricordi e la sua personalità intatti.
Nei quattro anni di viaggio verso Niflheim, a Mickey vengono fatti testare nuovi farmaci, viene sottoposto a radiazioni e mandato in pericolose missioni operative, morendo e rinascendo per un totale di sedici volte; nel frattempo si innamora dell'intraprendente agente Nasha Barridge, che diventa la sua compagna e gli sta accanto in tutte le sue rinascite. Arrivati a Niflheim, Mickey17 (ossia il sedicesimo clone di Mickey) viene mandato in avanscoperta per catturare uno degli striscianti, creature simili a giganteschi tardigradi nativi del pianeta. Durante la missione, Mickey17 precipita in un crepaccio e viene attaccato dagli striscianti; Timo non lo salva perché crede che di lì a poco l'amico sarà rigenerato, e torna alla base con la notizia della sua ennesima morte. In effetti gli striscianti non divorano Mickey17, ma anzi lo aiutano a risalire il crepaccio. Mickey17 fa quindi ritorno all'astronave, ma qui scopre che è già stata stampata una sua copia, Mickey18: i due si trovano quindi a essere Multipli, cosa strettamente proibita da Marshall; se lo si venisse a sapere, entrambi i cloni verrebbero definitivamente eliminati.
Mickey18, più aggressivo di Mickey17, tenta di disfarsi di lui uccidendolo; Mickey17 gli propone invece di tenere nascosta la cosa, e dividere la vita in due in modo da faticare di meno e avere più opportunità. La loro lotta è interrotta quando, per una serie di eventi, i due vengono separati: Mickey18 si allontana con Nasha, mentre Mickey17 viene portato da Marshall, che con la scusa di una cena sontuosa gli fa testare il cibo sperimentale di sua moglie Ylfa, oltre ad un nuovo antidolorifico. Fuggito dal grottesco ricevimento, Mickey17 si reca da Nasha, la quale, già consapevole dell'accaduto, propone ai due di convivere pacificamente; quando però Mickey18 scopre gli abusi subiti dall'altro clone alla cena, si infuria con Marshall e si dirige a una cerimonia presieduta dal politico, intenzionato a ucciderlo. Qui, tuttavia, due striscianti portati per sbaglio a bordo sembrano attaccare Marshall nello stesso momento in cui Mickey18 gli sta per sparare: uno dei due esseri viene brutalmente ucciso, mentre i Multipli, ormai scoperti, vengono arrestati assieme a Nasha.
In seguito all'uccisione dello strisciante, migliaia di altre creature circondano l'astronave; Marshall ritiene che si tratti di un attacco, così si appresta a eliminarli tutti con un gas nervino sperimentale. Mentre attendono il loro destino, Nasha e Dorothy, una scienziata, ascoltano il resoconto di Mickey17 sul suo incontro con gli striscianti, e comprendono che le creature sono amichevoli e dotate di un'intelligenza avanzata; Marshall, intanto, organizza un piano: Mickey17 e Mickey18 saranno mandati in avanscoperta e si sfideranno nell'uccisione di striscianti; chi ne avrà uccisi di più sarà autorizzato a sopravvivere, mentre l'altro sarà ucciso. Inoltre, i due vengono equipaggiati con uno zaino esplosivo: se uno di loro si ribellasse, sarebbe immediatamente fatto saltare in aria.
Mickey17 rintraccia la madre degli striscianti e le parla per mezzo di un traduttore fornitogli da Dorothy: la creatura, sdegnata dalla morte di suo figlio Luco, chiede che il sopravvissuto, Zoco, le sia immediatamente restituito e che un essere umano sia ucciso in cambio; in caso contrario, gli striscianti uccideranno l'intera razza umana per mezzo delle loro letali grida. Il ritardo dell'operazione, intanto, fa infuriare Marshall, che decide di uscire dall'astronave e occuparsi direttamente dell'uccisione degli striscianti. Mickey17, intanto, riesce a comunicare a Nasha di mettere in salvo lo strisciante superstite; la ragazza ci riesce attaccando Ylfa con l'aiuto di alcuni agenti che si rivelano essere spie. Nasha e Mickey17 restituiscono il piccolo strisciante alla madre, mentre Mickey18 attacca Marshall e si fa esplodere: col suo sacrificio, le richieste per la pace sono state soddisfatte.
Sei mesi dopo. Mickey, adesso non più contraddistinto da un numero ma conosciuto come Mickey Barnes, assiste alla stampa di un clone di Marshall da parte di Ylfa, ma si ricorda improvvisamente che la donna è morta il giorno dopo suo marito: si tratta infatti di uno dei suoi incubi. Con gli umani e gli striscianti in pace, Nasha diventa capo della colonia e officia una cerimonia in cui la stampante biologica viene distrutta, eliminando per sempre la pratica dei Sacrificabili.

## Produzione
Nel gennaio 2022, un mese prima della distribuzione del romanzo Mickey7, viene annunciato il film basato su di esso: Bong Joon-ho ricoprirà il ruolo di regista, sceneggiatore e co-produttore, mentre il protagonista sarà Robert Pattinson. Naomi Ackie, Toni Collette e Mark Ruffalo si uniscono al cast nel maggio 2022, mentre Steven Yeun nel luglio seguente.
Le riprese del film, iniziate il 2 agosto 2022 negli studi Leavesden di Londra, sono terminate nel dicembre dello stesso anno.

## Promozione
Il primo teaser trailer è stato diffuso il 5 dicembre 2022, mentre il primo trailer ufficiale è stato diffuso il 18 settembre 2024.

## Distribuzione
Inizialmente fissato al 29 marzo 2024, è stato distribuito nelle sale cinematografiche statunitensi dal 31 gennaio 2025 mentre in quelle italiane, previsto dal 30 gennaio, è stato distribuito dal 6 marzo successivo.

## Accoglienza

### Incassi
A fronte di un budget di 118 milioni di dollari, il film ha incassato 46047147 $ in Nord America e 87000000 $ nel resto del mondo, per un totale di 133047147 $. In Italia ha incassato 2650820 €.

### Critica
Il film è stato accolto positivamente dalla critica. Sull'aggregatore di recensioni Rotten Tomatoes ha un indice di gradimento del 77% basato su 351 recensioni, con un voto medio di 7 su 10. Su Metacritic ottiene un punteggio di 72 su 100 basato su 60 recensioni.